# 탱커드
탱커드(tankard)는 손잡이가 하나 달리고 몸체는 원기둥 형태인 커다란 잔이다. 은, 백랍, 유리, 목재, 도자기, 가죽 등 다양한 재료로 만든다.

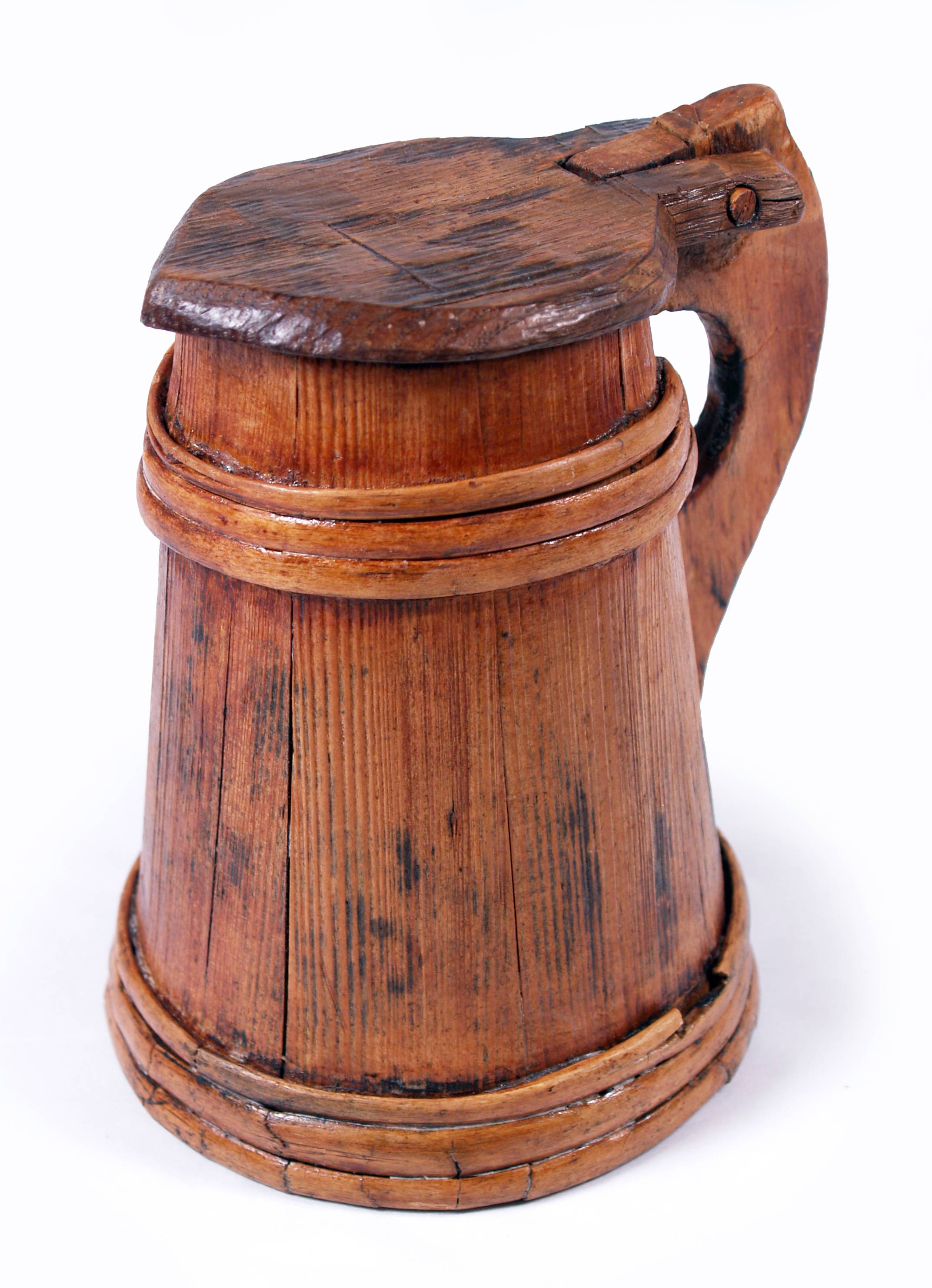
목재 탱커드.
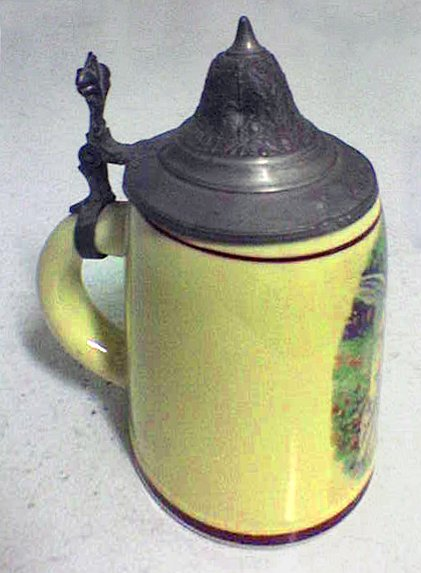
도자기 탱커드.
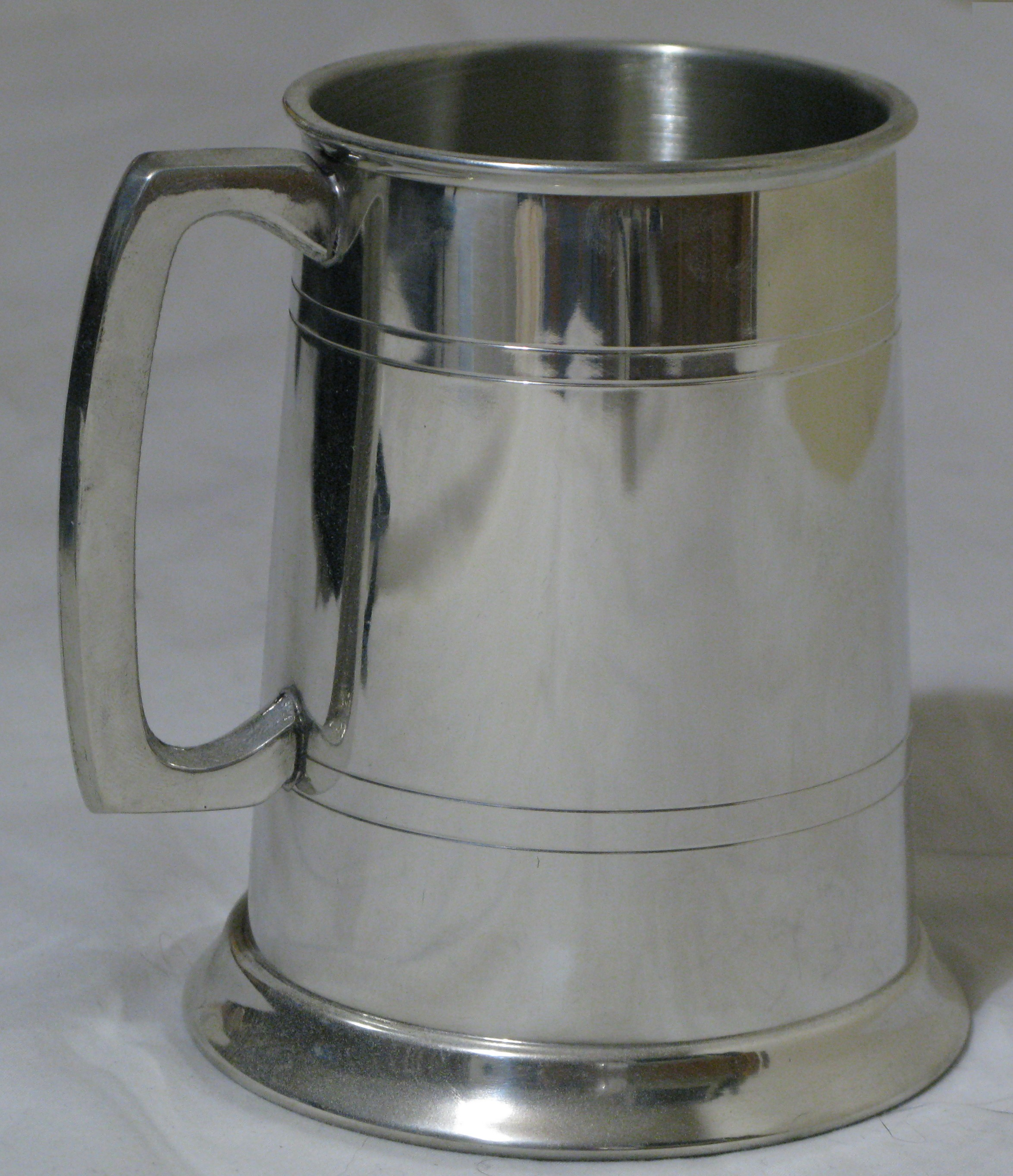
백랍 탱커드.
유리 탱커드.